# Susanne Wallman-Lundåsen
Eva Susanne Wallman-Lundåsen, född 26 april 1971, är en svensk statsvetare.
Wallman-Lundåsen har studerat statsvetenskap vid Universitetet i Bologna där hon har en examen som Dottore in Scienze Politiche. Hon disputerade 2004 vid Åbo akademi på en avhandling med rubriken En föreningsbaserad demokrati?: ideella föreningar och valdeltagande i Sveriges kommuner under 1990-talet. Hon har alltsedan disputationen varit verksam som forskare med fokus på tillit och det civila samhällets betydelse. Tillsammans med bl.a. Lars Trägårdh är hon en av författarna bakom boken Den svala svenska tilliten (2013) där författarna visar att även om tilliten i Sverige är hög finns tydliga lokala skillnader och att sega sociala strukturer skapat en bred men sval tillit i Sverige. Hon är docent i statsvetenskap vid Mittuniversitetet.
Wallman-Lundåsen har varit verksam vid Mittuniversitetet och vid Ersta Sköndal Bräcke högskola men har även haft engagemang vid bl.a. Handelshögskolan i Stockholm. Hon har även fungerat som svensk representant i European Value Study (EVS), som är en europeisk återkommande undersökning om människors värderingar, idéer, övertygelser och preferenser. Hon har ansvarat för den svenska delen av undersökningen sedan 2008. Sedan 2018 är hon verksam vid Centrum för kommunstrategiska studier vid Linköpings universitet.